# Isaäc Antoni Soetens van Roijen
Isaäc Antoni Soetens van Roijen (Vledder, 28 maart 1800 – Zwolle, 14 januari 1868) was commissaris des Konings van de Nederlandse provincie Groningen (1853-1867).
Van Roijen, lid van de familie Van Roijen en zoon van de burgemeester van Vledder, Stephanus Jacobus van Royen en Grietje Drijber, studeerde van 1816 tot 1823 Rechten aan de Hogeschool te Groningen. Na zijn studie werd hij in 1824 gemeentesecretaris van Meppel. In 1826 vestigde hij zich als advocaat en notaris te Zwolle. In deze plaats begon ook zijn politieke carrière. Hij werd er lid van de stedelijke raad, vanaf 1851 gemeenteraad geheten, en vervolgens lid van Provinciale Staten en Kamerlid.
In Overijssel had Van Roijen vele bezittingen. Zo bezat hij in het dorp Dedemsvaart vanaf 1843 Villa Arriërend en meerder veengronden aan het kanaal en ook bewoonde hij Huize Nijenstede in Heemse. Daarnaast heeft hij grote betekenis gehad met betrekking tot de realisering van het Overijssels Kanaal. Ook in Bergentheim, dat dicht bij het kanaal ligt, koopt hij veengronden waar hij een hoofdwijk laat graven, die door een sluis verbonden is met de Overijsselse Vecht.
In 1853 werd hij benoemd tot commissaris des Konings van Groningen. In januari 1868, nog geen vier maanden na de beëindiging van deze functie, overleed hij te Zwolle. Hij werd begraven op de begraafplaats aan de Meppelerstraatweg.
Van Roijen was op 8 september 1825 te Zwolle gehuwd met Anna Gesina van Engelen. Zij kregen negen kinderen. Zijn zoon Berend van Roijen werd evenals zijn kleinzoon Isaac Antoni van Roijen lid van de lid van de Eerste Kamer.
- Biografisch Portaal: 24989401
- Digitale Bibliotheek voor de Nederlandse Letteren: roij008
- International Standard Name Identifier: 0000 0003 8036 1190
- Library of Congress Control Number: no2012102752
- Nederlandse Thesaurus van Auteursnamen: 071863990
- Parlement.com: vg09ll6av4zn
- Virtual International Authority File: 259230850
- WorldCat: E39PBJrRfxJrMPWxJfH7wqHpyd